# 狩神傳
《狩神伝》是由遊戲橘子子公司果核數位製作的一款以東方題材為背景的奇幻風格3D線上角色扮演遊戲，本作在2010年9月19日於日本東京電玩展首次公開，初始公開時本作名稱為《Soul Captor》。2011年3月4日遊戲橘子正式公布遊戲中文命名《狩神伝》，成為此作的正式中文名稱。同年5月26日於香港首先公開測試，8月16日於台灣啟動公開測試。
《Soul Captor》以東方鬼怪作為故事題材、奇幻風格打造遊戲內角色人物與場景。神通廣大的「元靈」是遊戲當中最特別的一環，在《Soul Captor》裡的元靈，除了造型可愛多變，还具有打怪、護主、蒐集元神等能力，還身懷威力強大的絕技，並能轉化捕捉到的元神收進「元神圖鑑」累積能量，進而提升玩家天賦。

## 世界观
創造神破渾沌開天闢地，人妖雙界孕育而生。經過千年，創造神見一切依照自然時續運轉，人妖和平共處，創造神將這個世界交給眾神管理後，即再度踏上永恆的旅程。
然而，當創造神離開之後，混沌本身的意志開始蠢動，並開始利用邪惡的意志影響人類與妖族，企圖毀滅世界將一切歸於虛無。為了追尋真相並收服渾沌，眾神決定派遣「神使」帶著「元靈」前往人妖雙界一探究竟。

## 操作
游戏遵循了一般線上角色扮演遊戲的设定，玩家或能够单独行动，或能够联合队友在游戏世界中杀灭怪物，获得经验与道具。而玩家和玩家之间也可以有结拜、结为伴侣等互动。在游戏开始时，玩家需要从武士、僧侣等六种职业中决定自己的职业，不同的职业有着不同的特性。
游戏还引入了“元靈”的概念。元灵是游戏中辅助玩家的元素，它们由AI控制。元灵或可以辅助回复玩家体力，或可以协助玩家发动攻击，一些时候亦能为玩家挡死。元灵在游戏中可以和玩家互动并提升亲密度，而高亲密度在战斗中就更能获得元灵的帮助。此外玩家还可以购买服装来改变元灵的外观。元灵有「攻擊系」、「防護系」及「輔助系」三类，它们拥有各自的技能。此外，当玩家成长时，元灵也会一起成长。
在制作组之前设计的游戏《封魔獵人》中有着“元神圖鑑”的设定，而本游戏依然沿用了此概念。当玩家击败怪物时，就有可能获得其幻化的“元神”。元神可通过特殊道具“魂玉”收集到圖鑑中。当元神收集到一定数量后，元灵的特殊技能就会被开启；不同怪物的元神不尽相同，而元神收集的种类决定了精灵的特色。
武器和装备可以通过多种方法提升属性，如使用使用精煉石精煉、鑲嵌宝石或是通过元神附魂。然而一些升级方法有可能会失败，并导致武器消失。

## 开发
游戏最早于2010年9月在日本東京電玩展公開。开发团队營運長李良坤谈到，2007年开发的游戏《封魔獵人》进入日本、美国市场等经验对开发本作很有帮助。游戏制作人簡明哲说“他們想保留《封魔獵人》的優點，發揚光大《封魔獵人》軟性的部分，並且以更可愛的味道來重新詮釋，元靈系統就是軟性深入化的發揮”。在游戏的设计中，开发团队原发创想了精灵的模样，并为元灵融入了情境表現（例如玩家不理元靈，它可能就會蹲在地上畫圈圈）。
游戏于2011年3月4日正式公布中文名称。在2011年5月26日和8月16日，游戏于香港和台湾正式运行。自2011年9月初至2011年12月末，游戏进行了五次改版，同时并增加了四个副本。
全球英文版本在2012年7月12日正式於歐洲英國公測，除了語言改版之外，還運用了Kalydo的網頁技術，讓玩家可以直接從瀏覽器直接執行遊戲，不需要花費長時間下載安裝檔安裝。

## 外部連結
- 台灣官方網站 （页面存档备份，存于）
- 香港官方網站
- 歐洲官方網站